# Hazel Schmoll
Hazel Marguerite Schmoll (* 23. August 1890 in McAllaster, Kansas; † 31. Januar 1990 in Littleton, Colorado) war eine US-amerikanische Botanikerin. Sie war die erste Frau, die an der University of Chicago in Botanik promovierte.

## Leben und Werk
Schmoll war das einzige Kind von William und Amelia Schmoll und besuchte bis zur achten Klasse die Schule in Ward. 1904 besuchte sie die High School in Boulder. 1913 erwarb sie den Bachelor-Abschluss in Botanik an der University of Colorado in Boulder und erhielt als  erste Absolventin von 1913 bis 1917 eine Stelle am Vassar College. Hier förderte sie die Einführung des Frauenwahlrechts auf dem Campus. Sie begann das Masterstudium an der University of Chicago und organisierte hier für ihre Professoren und Kommilitonen Exkursionen in die Indian Peaks Wilderness. Sie studierte hauptsächlich bei dem Botaniker und ökologischen Pionier Henry Chandler Cowles und erhielt 1919 ihren Abschluss.
Die folgenden Jahre arbeitete sie bis 1935 als staatliche Botanikerin in Denver. Zuerst wurde sie beauftragt, für die Colorado Historical and Natural History Society im Colorado-State-Museum zu arbeiten. Hier erstellte und katalogisierte sie die botanischen Sammlungen von Alice Eastwood und Ellsworth Bethel. Danach führte sie die erste systematische Untersuchung des Pflanzenlebens im südwestlichen Teil des Bundesstaates durch. Von 1920 bis 1921 war sie stellvertretende Kuratorin für das United States Bureau of Mines. 1925 war sie eine führende Lobbyistin für die Verabschiedung der Columbine Bill zum Schutz der Staatsblume, der Aquilegia coerulea oder der blauen Akelei.

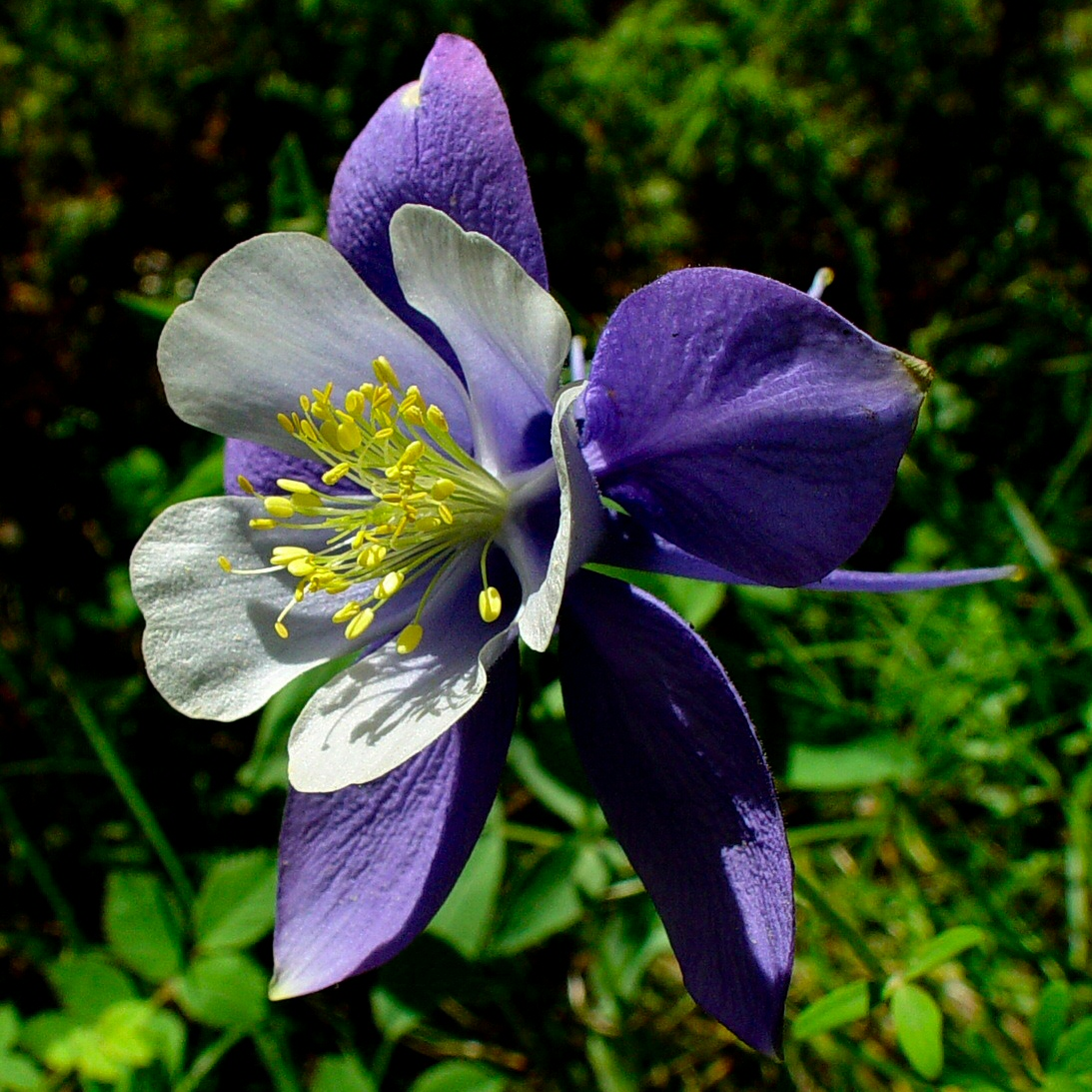
Aquilegia coerulea, Staatsblume von Colorado

Ende 1925 reiste sie nach Europa, wo sie botanische Gärten in Paris, Florenz, München, Zürich und London besuchte und Deutsch lernte. Nach ihrer Rückkehr studierte sie an der University of Chicago ökologische Botanik und finanzierte sich mit der Reinigung von Häusern und dem Umschreiben eines Biologie-Lehrbuchs der High School. Sie arbeitete auch im Field Museum of Natural History und war Ersatzprofessorin an einem örtlichen Junior College. 1930 promovierte sie in Botanik als erste Frau an der University of Chicago mit einer Dissertation über die Vegetation des Chimney Rock-Gebiets im Südwesten Colorados. 1930 wurde sie zur Botanikerin und Museumskuratorin für den Bundesstaat Colorado ernannt.
Während der Great Depression konnte sie keine feste Anstellung als Wissenschaftler finden. 1938 baute sie die von ihrem Vater gekaufte Range View Ranch außerhalb von Ward zuerst als Kinderlager und dann als Gästefarm aus. Die Ranch grenzte an den Rocky Mountain National Park und sie arbeitete bis weit in ihre siebziger Jahre dort als Naturführerin für Parkgäste. Sie lebte im Sommer auf der Ranch und die restliche Zeit in einem Fachwerkhaus in Ward.

## Nachlass
Hazel führte umfangreiche Notizbücher, die sie später der Boulder Historical Society spendete. Ein Großteil ihres Nachlasses wurde zu Naturschutzzwecken gespendet.
Von 1919 bis 1935 identifizierte sie mehr als 10.000 Pflanzen im Mesa Verde National Park und dem Chimney Rock Gebiet in der Nähe von Pagosa Springs.  Eine gefährdete Art der Milchwicke wurde nach ihr Astragalus schmolliae benannt. Die Standard-Autorenabkürzung Schmoll wird verwendet, um sie als Autorin anzugeben, wenn ein botanischer Name zitiert wird.

## Auszeichnungen
- 1985: Colorado Womens Hall of Fame